# 少将井
少将井（しょうしょうのい、しょうしょうい）は、かつて京都市中に存在した名井である。現在の京都市中京区烏丸通竹屋町下ル付近に「少将井」という町名が残る。『枕草子』168段にも平安京の名井のひとつとしてその名が見える。その名の由来は不明だが『後拾遺和歌集』の歌人、少将井尼（しょうしょうのいのあま）の居宅の庭園にあった井戸という。
古くは祇園社（現八坂神社）の御旅所が置かれ、祇園会の時、神輿三坐のうち一基がここに遷され、残る二基は烏丸高辻大政所町の御旅所に遷された。室町時代の神道家、卜部兼邦の『兼邦百首歌抄』（兼邦百首）によれば少将井の井桁に神輿を安置して疫病の流行を防いだという。『兼邦百首』ではこの神輿を「東御座＝八王子」としているが、『仏像図彙』の「牛頭天王」翻刻や『都名所図会』によれば、后神（櫛稲田姫命）を少将井の宮としており、後述の少将井社御祭神も櫛稲田姫命となっている。
少将井の御旅所は天正期、豊臣秀吉の命によって四条京極（現在の京都市中京区四条寺町御旅町）の御旅所に統合され、その後、車屋町通夷川の少将井御旅町には天王社が置かれていたが、1877年（明治10年）、京都御苑の宗像神社境内に遷された。現在でも祇園祭後祭の7月24日には八坂神社より神職が神饌を供進し、祇園祭斎行の報告をしている。